# Naf Naf
Naf Naf – francuska firma odzieżowa, założona w 1973 roku przez braci - Patricka i Gérarda Pariente.
Marka Naf Naf na rynek wypuszcza kolekcje ubrań (tzw. prêt-à-porter) oraz perfum.
Prognozy marki na 2023 rok wskazywały zatrudnienie wynoszące 660 osób w 131 sklepach, a sam obrót ma wynieść 141 mln euro.  We wrześniu 2023 spółka zostawiła jednak postawiona w stan upadłości. Był to drugi przypadek. Pierwszy raz miało to miejsce w 2020 roku. Cała sytuacja skutkowała przejęciem firmy Naf Naf przez SY International.

## Historia

### Początki
Pierwsze logo marki, składało się z charakterystycznej ciężarówki oraz numeru telefonu do butiku. Aktualnie jest to różowa świnka, która nawiązuje do bajkowego świata.
Pierwsza kolekcja marki była pokazana w sklepie „Influance” w Paryżu. Butik działał od 1978. Należał do braci Patricka i Gérarda Pariente, których uważa się za założycieli marki Naf Naf. Jej rozgłos nastąpił jednak 5 lat później, kiedy to zastosowano innowacyjną metodę wykorzystania materiałów.

### Rozwój marki
Od 1985 roku marka wzbogaciła swoją ofertę o akcesoria. Rok później firma Naf Naf otworzyła się na wschodni rynek. Zadebiutowała wówczas w Japonii z kolekcją By Naf Naf.
W 1988 roku Naf Naf oferowało także stroje kąpielowe i bieliznę.
Od 1989 dystrybuowano specjalny magazyn „Naf Naf”, który był rozprowadzany wraz z magazynem „Elle”.
W 1991 roku Naf Naf we współpracy z L'Oréal wypuścił swoje pierwsze perfumy Touche de Naf Naf, których twarzą była Monica Belluci.
W 2013 roku ambasadorką marki została aktorka Leighton Meester.

### Upadek marki
Pierwsza sprzedaż firmy nastąpiła w 2006 roku. Założyciele - bracia Pariente - sprzedali Naf Naf grupie Variente. Ta w kwietniu 2018 sprzedali markę chińskiemu konsorcjum - grupie Shanghai La Chapelle Fashion Co.
La Chapelle w maju 2020 wycofało się z funkcji akcjonariusza, co przyczyniło się do postawienia firmy w stan upadłości. W czerwcu tego samego roku markę kupił SY Corporate France na czele z nowym dyrektorem - Luciem Morym.
W sierpniu 2023 po raz drugi firma NAF NAF musiała ogłosić upadłość.